# Termitomyces schimperi
Los Termitomyces schimperi, conocidos por el nombre en herero Ejova (singular), son hongos asociados con las termitas Macrotermes michaelseni de Namibia. El término omajowa, utilizado por la comunidad Herero y Ovambo de Namibia se refiere al plural, (con dos alternativas las cuales son omajova o omayova). Los alemanes de Namibia se refieren al hongo con el término Termitenpilz. T. schimperi es la especie más grande de su categoría.

## Características
El esporocarpo (la capa del hongo) representa un arco de la cintura de un hombre viviendo en un estado de emergencia. Crece muy rápido, hasta aproximadamente 25-28 cm, y puede alcanzar unos 40 cm en diámetro. Las capas son blancas y gruesas y las partes más suaves son amarillas y rojas con marrón mezclado por la tierra en donde viven las termitas. Las capas situadas debajo de la capa principal, son bastante blancas. Los micelios pseudorhiza (una estructura similar a la pana que se parece a la raíz de una planta), se dirigen hacia abajo, donde está el origen en el nido de las termitas, que puede alcanzar 90 cm. La parte por encima y por abajo del pseudorhiza es más estable que la parte en dirección al sol. Los esporocarpos aparecen en grupo de 5-10 en la parte baja del monte de las termitas. Ellos pueden alcanzar una altura de 50 cm por encima de la tierra. 50 esporocarpos han sido observados alrededor de un solo monte de termitas.
Omajova normalmente aparece después de lluvias de 12 mm o más durante la primavera, pero las plantas más importantes se desarrollan durante enero hasta marzo la cual es la temporada más alta de lluvias.

## Le asociación con las termitas

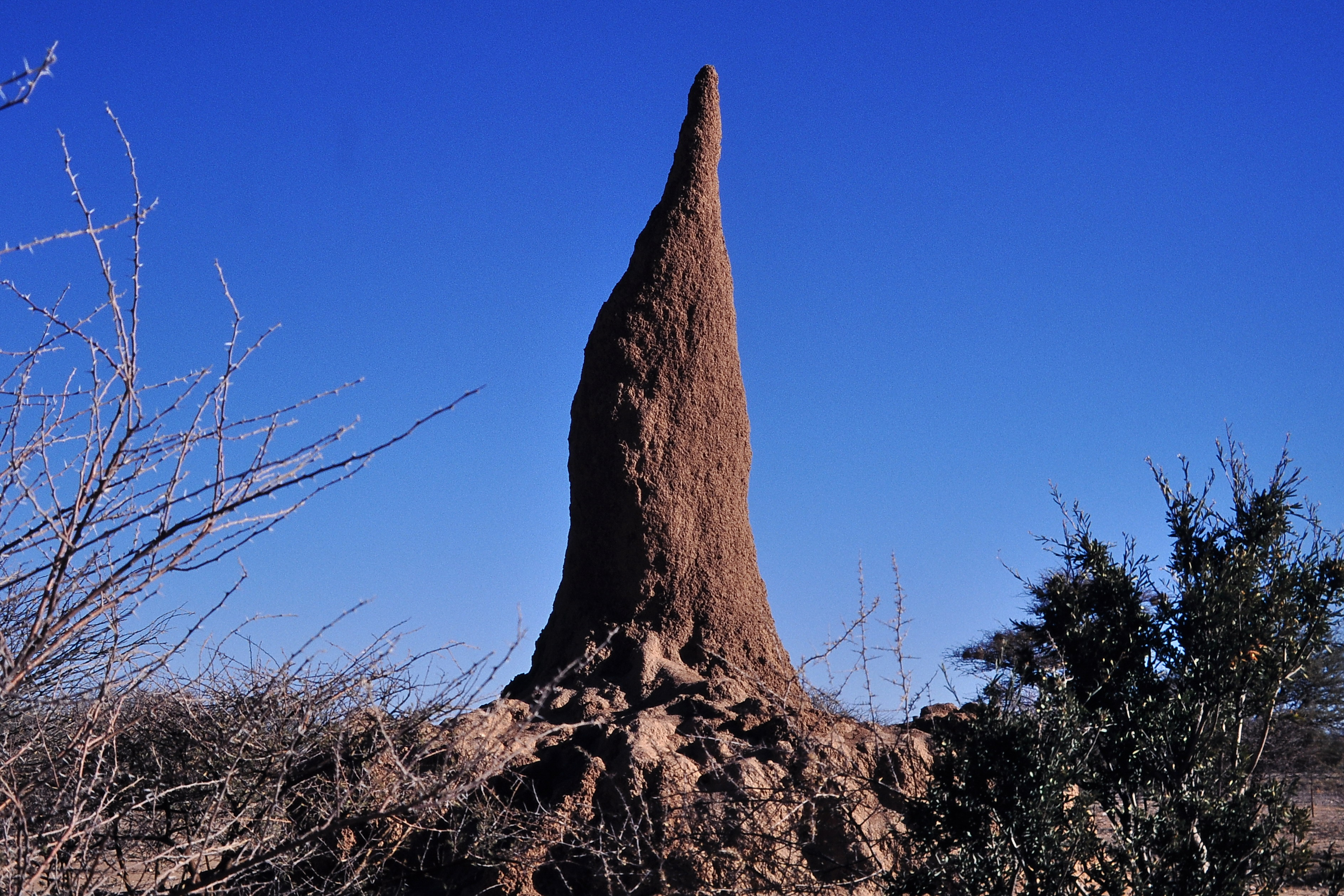
Un monte de termitas en Namibia en el cual crecen las Omajowas.

El hongo puede crecer en el mismo monte de termitas por durante varios años dado que una parte de la raíz se queda en el monte cuando la capa se cultiva para la alimentación. Durante la maduración del hongo, las termitas consumen la piel de su raíz.
Omajowa no aparece en todos los montes de termitas. El hongo solo crece en los montes altos de termitas en las parte central y norte de Namibia, en donde el promedio de las lluvias alcanza 350 mm anuales o más. Esos montes alcanzan 4 hasta 5 m de altura y la dirección de ellos siempre señala al norte. La termita asociada es la Termes bellicosus, también conocida como Macrotermes michaelseni. En Zambia los Termitomyces schimperi se encuentran en los montes de termitas Odontotermes patruus termite.

## Distribución
En Namibia las Omajowas crecen en las regiones de Omaruru, Okahandja, Otjiwarongo, Grootfontein, Tsumkwe, en el oeste de Windhoek y en la parte del sur y oeste del Parque nacional Etosha.

## Comercio
Las Omajowas no se pueden cultivar comercialmente y no se pueden comprar simplemente en un supermercado. Sin embargo, en la temporada alta, nativos venden el hongo en las calles para incrementar sus sueldos. Un solo Ejova apareció el la estampilla de 5,50 dólares publicado por la NamPost, la oficina de correos de Namibia, en 1999.

## Aspectos culturales
El hongo es un símbolo de crecimiento y salud para la población de Namibia y está bastante valorada dentro de la cultura de este país.
Ya que uno ha recibido el hongo, este se tiene que consumir muy rápido por la razón de que existen varios insectos que se alimentan de este. Omajova también se puede conservar dentro del conservador para poder consumirlo en el futuro. Omajova se puede usar de varias maneras en combinación con comida. Existe la posibilidad de comerlo frito, a la plancha o dentro de una sopa, un risotto, una salsa, junto con pasta o pizza. Por su tamaño tan significante, el hongo también se prepara a veces en forma de un filete por los nativos. De una manera muy especial, Omajova también se puede utilizar para la preparación de helados que representa un plato muy exquisito.